# Otto Niebergall
Otto Niebergall, né le 5 janvier 1904 à Kusel (Empire allemand) et mort le 13 février 1977 à Mayence (Allemagne), est un homme politique allemand du Parti communiste d'Allemagne et un résistant antinazi.

## Biographie

### Origines et formation
Fils d'un ouvrier, Otto Niebergall suit une formation d'ajusteur, d'électricien et de mineur.

### Parcours politique
Il est cofondateur de l'organisation de jeunesse du Parti social-démocrate d'Allemagne (SPD) à Sarrebruck en 1918 et adhère à la Ligue des jeunes communistes d'Allemagne en 1920. Il devient membre du Parti communiste d'Allemagne (KPD) en 1922.
De 1924 à 1935, il fait partie du secrétariat du KPD pour la fédération de la Sarre et de 1926 à 1935 il est conseiller municipal de Sarrebruck.

### Résistance
Otto Niebergall suit les cours de l'École internationale Lénine de janvier 1934 à juin 1934 et émigre en France en 1935. Il est dirigeant du KPD illégal pour la Sarre et le district du Palatinat. De 1937 à 1940, il dirige la section de la Rhénanie à Bruxelles.
Au mois de janvier 1939, il participe au XIVe congrès du Parti communiste d'Allemagne tenu en France. En 1940, il est arrêté en Belgique et déporté au camp de Saint-Cyprien en France, d'où il s'évade et rejoint la Résistance à Toulouse.
Il est responsable, avec Artur London et Leo Langer, de l'organisation de résistance dite Travail allemand (TA). À sa création fin 1943, il est président du Comité Allemagne libre pour l’Ouest (CALPO), organisation de résistance intérieure en France.

### Après-guerre
Otto Niebergall assume à nouveau des responsabilités au sein du KPD après son retour en Allemagne. Réélu conseiller municipal à Sarrebruck en 1946, il est expulsé de la Sarre en 1947 par les autorités militaires françaises.
Aux élections générales de 1949, il est élu membre du Bundestag pour le KPD et président du groupe. En 1952, il est élu à la direction du KPD. De 1953 à 1957, il est de nouveau conseiller municipal de Sarrebruck.
Après l'interdiction du KPD dans la Sarre en 1957, il va vivre en République démocratique allemande. Durant son séjour de 1957 à 1971, il fait partie du Comité central et du bureau politique du KPD, actif depuis Berlin-Est.
En 1971, il retourne en République fédérale et devient président de la commission d'enquête sur l'histoire du mouvement ouvrier auprès du comité exécutif du Parti communiste allemand (DKP) et membre du comité exécutif du DKP en Rhénanie-Palatinat. En 1972, il est élu président du syndicat des anciens combattants de la résistance allemande (« Interessengemeinschaft ehemaliger deutscher Widerstandskämpfer in den vom Faschismus okkupierten Ländern » ou IEDW).

## Distinctions
- Ordre de Karl-Marx (1970)[1]
- Étoile de l'amitié des peuples[1]
- Ordre de Lénine[1]
- Ordre de la Libération[1]